# Giải thưởng Hội Điện ảnh Việt Nam
Giải thưởng Hội Điện ảnh Việt Nam (tiếng Anh: Vietnam Cinema Association Awards, viết tắt: VCA) một giải thưởng thường niên của Hội Điện ảnh Việt Nam từ năm 1993 đến trước năm 2003, là tiền thân của Giải Cánh diều.

## Tổng quan
Về bản chất, Giải thưởng Hội Điện ảnh Việt Nam là giải thưởng nội bộ trong hệ thống giải thưởng của Hội liên hiệp Văn học nghệ thuật, gồm 7 hiệp hội: nhiếp ảnh, kiến trúc, điện ảnh, âm nhạc, sân khấu, văn học, nghệ thuật. Để khuyến khích các tác phẩm của các nghệ sĩ, hàng năm, chính phủ cung cấp kinh phí cho các hiệp hội để trao giải cho họ.
Ban đầu, Giải thưởng Hội Điện ảnh Việt Nam là một giải thưởng được Hội Điện ảnh Việt Nam trao tặng trong khuôn khổ các kỳ Liên hoan phim Việt Nam. Đến năm 1993, VCA chính thức tách khỏi liên hoan phim và bắt đầu tổ chức các lễ trao giải riêng hằng năm. Lễ trao giải đầu tiên được giành cho các bộ phim sản xuất từ năm 1991 đến 1993. Đến năm 2003, Giải thưởng Hội Điện ảnh Việt Nam chính thức mang tên Giải Cánh diều.

## Hạng mục
VCA trao giải cho 4 hạng mục chính là phim truyện, phim tài liệu/khoa học, phim hoạt hình và các tập sách hay công trình nghiên cứu. Giai đoạn ban đầu khi VCA tách ra khỏi Liên hoan phim Việt Nam cũng là giai đoạn bùng nổ của thể loại phim video hay còn gọi là phim băng hình. Bắt đầu từ kỳ xét thưởng thứ 2 vào năm 1994, giải thưởng cho phim truyện được tách làm 2 hạng mục nhỏ hơn cho phim truyện nhựa và phim truyện video, đồng thời có ban giám khảo riêng cho từng hạng mục. Về sau, việc chia 2 hạng mục nhỏ này áp dụng cho cả phim tài liệu/khoa học và phim hoạt hình. Ở mỗi hạng mục thường có giải A, giải B và giải khuyến khích hoặc bằng khen. Tùy theo từng năm mà có thể không trao một hoặc nhiều giải. Riêng hạng mục cho phim truyện nhựa có thêm giải thưởng cho phim đầu tay.

## Giải thưởng qua các năm
| Năm  | Lễ trao giải                           |
| ---- | -------------------------------------- |
| 1994 | Giải thưởng Hội Điện ảnh Việt Nam 1993 |
| 1995 | Giải thưởng Hội Điện ảnh Việt Nam 1994 |
| 1996 | Giải thưởng Hội Điện ảnh Việt Nam 1995 |
| 1997 | Giải thưởng Hội Điện ảnh Việt Nam 1996 |
| 1998 | Giải thưởng Hội Điện ảnh Việt Nam 1997 |
| 1999 | Giải thưởng Hội Điện ảnh Việt Nam 1998 |
| 2000 | Giải thưởng Hội Điện ảnh Việt Nam 1999 |
| 2001 | Giải thưởng Hội Điện ảnh Việt Nam 2000 |
| 2002 | Giải thưởng Hội Điện ảnh Việt Nam 2001 |